# Caminho das Índias
Caminho das Índias é uma telenovela brasileira produzida e exibida pela TV Globo de 19 de janeiro a 11 de setembro de 2009, em 203 capítulos. Substituiu A Favorita e foi substituída por Viver a Vida, sendo a 72ª "novela das oito" exibida pela emissora. 
Teve a autoria de Glória Perez, teve direção de Fred Mayrink, Leonardo Nogueira, Luciano Sabino, Roberto Carminatti e Marcelo Travesso, com núcleo e direção geral de Marcos Schechtman. A autora contou com a colaboração de Carlos Lombardi, Elizabeth Jhin e Leila Míccolis, durante dois meses que passou por um tratamento médico.
Contou com Juliana Paes, Rodrigo Lombardi, Letícia Sabatella, Alexandre Borges, Débora Bloch, Márcio Garcia, Tania Khalill, Bruno Gagliasso, Tony Ramos e Lima Duarte nos papéis principais.
No dia 23 de novembro de 2009, a trama ganhou o Emmy Internacional 2009 na categoria de melhor telenovela. É uma das tramas mais vendidas da Globo junto com Avenida Brasil, O Clone e Da Cor do Pecado (que chegaram a mais de 130 países).

## Enredo
Maya (Juliana Paes) é uma bela jovem indiana, pertencente a uma familia tradicional de comerciantes, que chegou à idade de se casar. Seus pais, Manu (Osmar Prado) e Kochi (Nívea Maria), estão a procura de um bom marido para ela, de acordo com os costumes indianos, porém o que eles não imaginavam é que Maya se apaixonou por Bahuan (Márcio Garcia), um rapaz de origem humilde e um dálite — que, segundo os textos sagrados hindus, é considerado impuro e condenado a nem mesmo tocar com sua sombra um integrante das castas, onde os dálites estão reservados os trabalhos mais pesados e insalubres, além de um destino miserável. No passado, os pais de Bahuan, dois empregados intocáveis, foram queimados vivos em uma fogueira após tocarem em seu patrão, e após essa tragédia, Bahuan foi adotado pelo brâmane Shankar (Lima Duarte) — integrante da casta mais alta da sociedade indiana —, que escandaliza os mais tradicionais por conta de sua atitude. O relacionamento de Maya e Bahuan desagrada seus pais, que haviam escolhido o pretendente Raj (Rodrigo Lombardi), em comum acordo entre as duas famílias. Raj é um jovem executivo culto e elegante, que durante uma viagem de trabalho no Rio de Janeiro, conheceu e se apaixonou pela brasileira Duda (Tania Khalill), com quem fez planos para o futuro. O indiano, porém, não tem coragem de enfrentar os pais Opash (Tony Ramos) e Indira (Eliane Giardini), e romper com a tradição familiar, e termina o relacionamento amoroso para se casar com Maya. Enquanto isso, Bahuan parte para os Estados Unidos, deixando Maya, que aceita se casar com Raj, mesmo estando grávida de Bahuan.
Paralelamente, no Brasil, os irmãos Raul (Alexandre Borges) e Ramiro (Humberto Martins) vivem em conflitos gerenciando o império que o pai, Cadore (Elias Gleizer), construiu durante toda uma vida. Raul é casado com Sílvia (Débora Bloch) e pai da adolescente Júlia (Vitória Frate), porém, se sente entediado com sua própria vida e desgostoso com o irmão, o que acaba gerando crises em seu casamento. No entanto, tudo muda radicalmente com a chegada de Yvone (Letícia Sabatella), amiga de adolescência de Sílvia, que se mostra uma mulher elegante e generosa, mas esconde seu verdadeiro caráter — ardilosa, dissimulada e prepotente — capaz de tudo para atingir seus objetivos. Enquanto isso, Ramiro é casado com Melissa (Christiane Torloni) e pai dos jovens Tarso (Bruno Gagliasso) e Inês (Maria Maya). Tem sede em poder e manipular a todos em sua volta, especialmente Tarso, que se sente pressionado pelas expectativas impostas dos pais, onde acaba se deprimindo e desenvolvendo problemas mentais, sendo ajudado pela sua namorada Tônia (Marjorie Estiano), que o leva secretamente para se consultar com o psiquiatra Dr. Castanho (Stênio Garcia).

## Elenco
| Intérprete           | Personagem                            |
| -------------------- | ------------------------------------- |
| Juliana Paes         | Maya Meetha                           |
| Rodrigo Lombardi     | Raj Ananda                            |
| Letícia Sabatella    | Yvone Magalhães Oliveira              |
| Alexandre Borges     | Raul Cadore / Humberto Cunha          |
| Débora Bloch         | Sílvia Cadore                         |
| Tony Ramos           | Opash Ananda                          |
| Lima Duarte          | Shankar Sundrani                      |
| Márcio Garcia        | Bahuan Sundrani                       |
| Tania Khalill        | Maria Eduarda Alves de Moraes (Duda)  |
| Humberto Martins     | Ramiro Cadore                         |
| Christiane Torloni   | Melissa Bernardi Cadore               |
| Bruno Gagliasso      | Tarso Bernardi Cadore                 |
| Marjorie Estiano     | Antônia Cavinato (Tônia)              |
| Caco Ciocler         | Murilo Cavinato                       |
| Laura Cardoso        | Laksmi Ananda                         |
| Cleo                 | Surya Adib Ananda                     |
| Eliane Giardini      | Indira Ananda                         |
| Osmar Prado          | Manu Meetha                           |
| Nívea Maria          | Kochi Meetha                          |
| Dira Paes            | Norma Almeida (Norminha)              |
| Anderson Müller      | Abelardo Almeida (Abel)               |
| Danton Mello         | Amithab Ananda                        |
| Caio Blat            | Ravi Ananda                           |
| Isis Valverde        | Camila Motta Goulart                  |
| Elias Gleizer        | Ernesto Cadore (Cadore)               |
| Stênio Garcia        | Dr. Mário Augusto Castanho (Castanho) |
| Vera Fischer         | Chiara Bittencourt                    |
| Odilon Wagner        | Eric Stuart / Michael Johnson (Mike)  |
| Totia Meireles       | Drª. Aída Motta                       |
| Thaila Ayala         | Shivani Mugdaliar                     |
| Vitória Frate        | Júlia Cadore                          |
| Maria Maya           | Inês Bernardi Cadore                  |
| Antonio Calloni      | César Goulart                         |
| Ana Beatriz Nogueira | Ilana Gallo Goulart                   |
| Duda Nagle           | José Carlos Gallo Goulart (Zeca)      |
| Flávio Migliaccio    | Karan Ananda                          |
| José de Abreu        | Pandit Hakim                          |
| André Arteche        | Indra Matub                           |
| Mara Manzan          | Ashima Matub                          |
| Júlia Almeida        | Léia Motta Goulart (Leinha)           |
| Murilo Rosa          | Lucas Garrido                         |
| Victor Fasano        | Darío Rangel                          |
| Betty Gofman         | Dayse                                 |
| Sílvia Buarque       | Berenice (Berê)                       |
| Eva Todor            | Ana Aparecida Albuquerque (Cidinha)   |
| Sidney Santiago      | Ademir Silva                          |
| André Gonçalves      | Gopal Avena                           |
| Jandira Martini      | Puja Hitid                            |
| Marcius Melhem       | Radesh Gatore Shiva                   |
| Carolina Oliveira    | Shanti Ananda                         |
| Ricardo Tozzi        | Komal Meetha                          |
| Brendha Haddad       | Rani Meetha                           |
| Cacau Melo           | Deva Hall                             |
| Cláudia Lira         | Nayana Kumar                          |
| Java Mayan           | Beca                                  |
| Rosane Gofman        | Walkíria da Silva (Wal)               |
| Ana Furtado          | Gabriela Diniz (Gabi)                 |
| Anna Lima            | Drª. Cecília Vieira (Ciça)            |
| Cissa Guimarães      | Ruth Marques                          |
| Juliana Alves        | Suellen Castanho                      |
| Neusa Borges         | Iracema Silva (Cema)                  |
| Mussunzinho          | Maycon Silva                          |
| Luci Pereira         | Ondina                                |
| Polly Marinho        | Sheila Silva                          |
| Darlan Cunha         | Eliseu                                |
| Thaís Garayp         | Anapurja Matub (Ana)                  |
| Paula Pereira        | Durga Avena                           |
| Márcio Vito          | Ramu Hitid                            |
| Janaína Prado        | Sonya Avena                           |
| Clarice Derzié Luz   | Harima                                |
| Marcelo Brou         | Augusto (Guto)                        |
| Karina Ferrari       | Anusha Ananda                         |
| Cadu Paschoal        | Hari Hitid                            |
| Laura Barreto        | Lalit Avena                           |
| Nahuana Costa        | Malika Matub                          |
| João Fernandes       | Amarit Ahed                           |

### Participações especiais
| Intérprete           | Personagem                        |
| -------------------- | --------------------------------- |
| Chico Anysio         | Namit Batra                       |
| Paulo José           | José Daltrino (Profeta Gentileza) |
| Maitê Proença        | Fernanda Estavanato (Nanda)       |
| Blota Filho          | Haroldo Estavanato                |
| Alexandre Liuzzi     | Pedro Maciel                      |
| Adílson Maghá        | Guru Siro                         |
| Jacqueline Dalabona  | Rhada Mugdaliar                   |
| Luiz Baccelli        | Barat Mugdaliar                   |
| Milena Toscano       | Gilda                             |
| Rodrigo Veronese     | Bruno                             |
| Allan Souza Lima     | Hadit                             |
| Douglas Silva        | Juliano (Amigo de Zeca)           |
| Priscila Sztejnman   | Aninha (Amiga de Zeca)            |
| Douglas Rosa         | Marcelo (Amigo de Zeca)           |
| Vinicius Vommaro     | Miguel (Amigo de Zeca)            |
| Fábio Felipe         | Felipe (Amigo de Zeca)            |
| Ângela Dip           | Samira                            |
| Virgínia Cavendish   | Selma Magalhães                   |
| Leandro Lima         | Político do partido de Puja       |
| Ariela Massotti      | Amiga de Leinha                   |
| Adriano Garib        | Dr. Guilherme                     |
| Antônio Fragoso      | Alexandre                         |
| Charles Myara        | Delegado Evaldo                   |
| Clemente Viscaíno    | Delegado Bertô                    |
| Cyria Coentro        | Mãe de Bahuan                     |
| Denise Milfont       | Esposa de Hajari                  |
| Pascoal da Conceição | Kori                              |
| Rita Guedes          | Delegada Paula                    |
| Roberto Frota        | Delegado Ribas                    |
| Roney Villela        | Policial                          |
| Tião D'Ávila         | Pai de Deva                       |
| Suzana Faini         | Virgínia Magalhães                |
| Thalita Lippi        | Marcinha                          |
| Turíbio Ruiz         | Baba                              |
| Duda Mamberti        | Dr. Marcos                        |
| Duda Ribeiro         | Miguel                            |
| Gabriel Wainer       | amigo de Leinha                   |
| Giselle Tigre        | Cecília                           |
| Maria Gladys         | Glorinha                          |
| Maria Regina         | Mera                              |
| Maurício Gonçalves   | Vargas                            |
| João Signorelli      | Guru                              |
| José Rubens Chachá   | Juiz                              |
| Maria Helena Velasco | Parteira de Maya                  |
| Mariana Xavier       | Moça na praia                     |
| Fernanda Carvalho    | Hamia                             |
| Selma Reis           | Mãe de Hamia                      |
| Bertrand Duarte      | Pai de Hamia                      |
| Victor Meirelles     | Funcionário da rodoviária         |
| Yunes Chami          | Sacerdote                         |
| Mário Cardoso        | Médico de Duda                    |
| Thiago Luciano       | Paciente do Dr. Castanho          |
| Babu Santana         | Paciente do Dr. Castanho          |
| Christovam Netto     | Paciente do Dr. Castanho          |
| Miguel Oniga         | Paciente do Dr. Castanho          |
| Júlia Carrera        | Paciente do Dr. Castanho          |
| Paulo Ascensão       | Chefe de segurança da Cadore      |
| Paulo Carvalho       | Médico de Ciça                    |
| Alex Nader           | Cabelinho                         |
| Alonso Gonçalves     | Fontes                            |
| Anderson Oliveira    | Jedidiah                          |
| Daniel Marques       | Marcelo                           |
| Delano Avelar        | Hajari                            |
| Bruna Abdalah        | Goa                               |
| André Falcão         | Amante de Norminha                |
| Marcelo Borghi       | Comerciante indiano               |
| Marcelo Torreão      | Pai de Amarit                     |
| Luiz Nicolau         | Policial que prende Radesh        |
| Luiz Arthur          | Médico                            |
| Glauce Graieb        | Mãe do pretendente de Shanti      |
| Rubens de Bem        | Pai do pretendente de Shanti      |
| Christiano Cochrane  | Ernesto Cadore (jovem)            |
| Bellatrix Serra      | Cidinha (jovem)                   |
| Thiago Martins       | Shankar (jovem)                   |
| Karol Di Nassif      | Laksmi (jovem)                    |
| Dyjhan Henrique      | Bahuan (criança)                  |
| Doug Valle           | Amithab Ananda (criança)          |
| Susana Vieira        | Ela mesma                         |
| Alcione              | Ela mesma                         |
| Nana Caymmi          | Ela mesma                         |
| Erasmo Carlos        | Ele mesmo                         |
| Beth Carvalho        | Ela mesma                         |
| Zeca Pagodinho       | Ele mesmo                         |
| Gabriel, o Pensador  | Ele mesmo                         |
| Betty Lago           | Ela mesma                         |
| Vitor Belfort        | Ele mesmo                         |
| Carlinhos de Jesus   | Ele mesmo                         |
| Elke Maravilha       | Ela mesma                         |
| Preta Gil            | Ela mesma                         |
| Isabelita dos Patins | Ela mesma                         |
| Priscila Pires       | Ela mesma                         |

## Produção

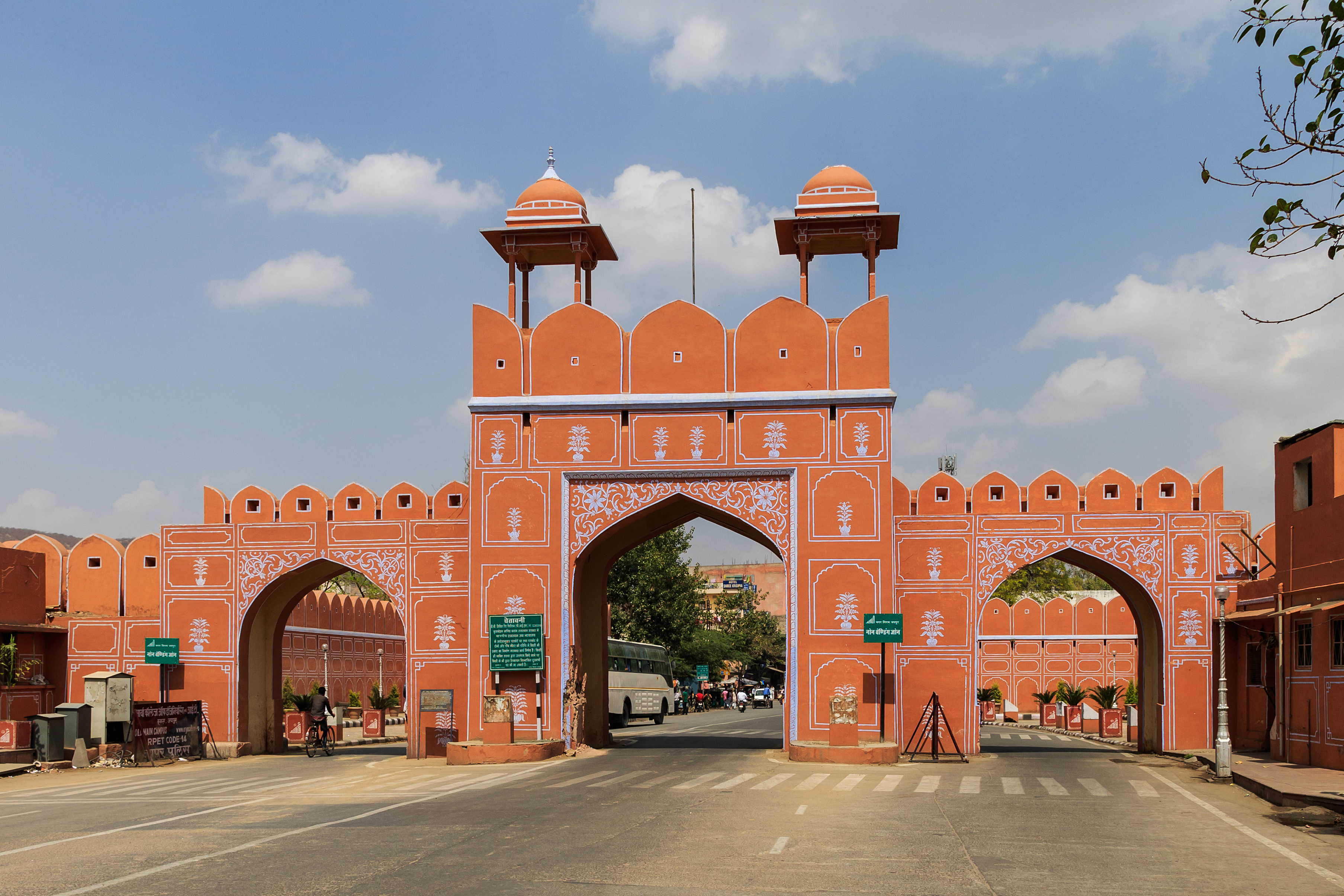
Jaipur, no Rajastão foi um dos cenários principais das gravações.

Originalmente a emissora queria que a novela se chamasse Viagem para as Índias, porém Gloria Perez não gostou e sugeriu Caminho das Índias. A autora propôs tratar na história os aspectos da cultura indiana, incluindo o sistema de castas, o qual permite casamento arranjado entre famílias de uma mesma classe social, desde a longa preparação até a cerimônia e as relações familiares. A novela seguiu o enredo de O Clone e América ao apostar na mistura entre núcleos no Rio de Janeiro e em um outro país, explorando a cultura internacional. Como preparação, a equipe de criação passou por workshops para se familiarizar com a cultura indiana, enquanto atrizes como Cleo, Juliana Paes e Karina Ferrari tiveram aulas de bhangra, dança típica do país.
Em setembro de 2008, uma equipe de cinquenta profissionais embarcou para a Índia, onde passaram cerca de 45 dias para gravar as cenas iniciais e fixas da novela. A novela também teve cenas gravadas em Dubai, nos Emirados Árabes.

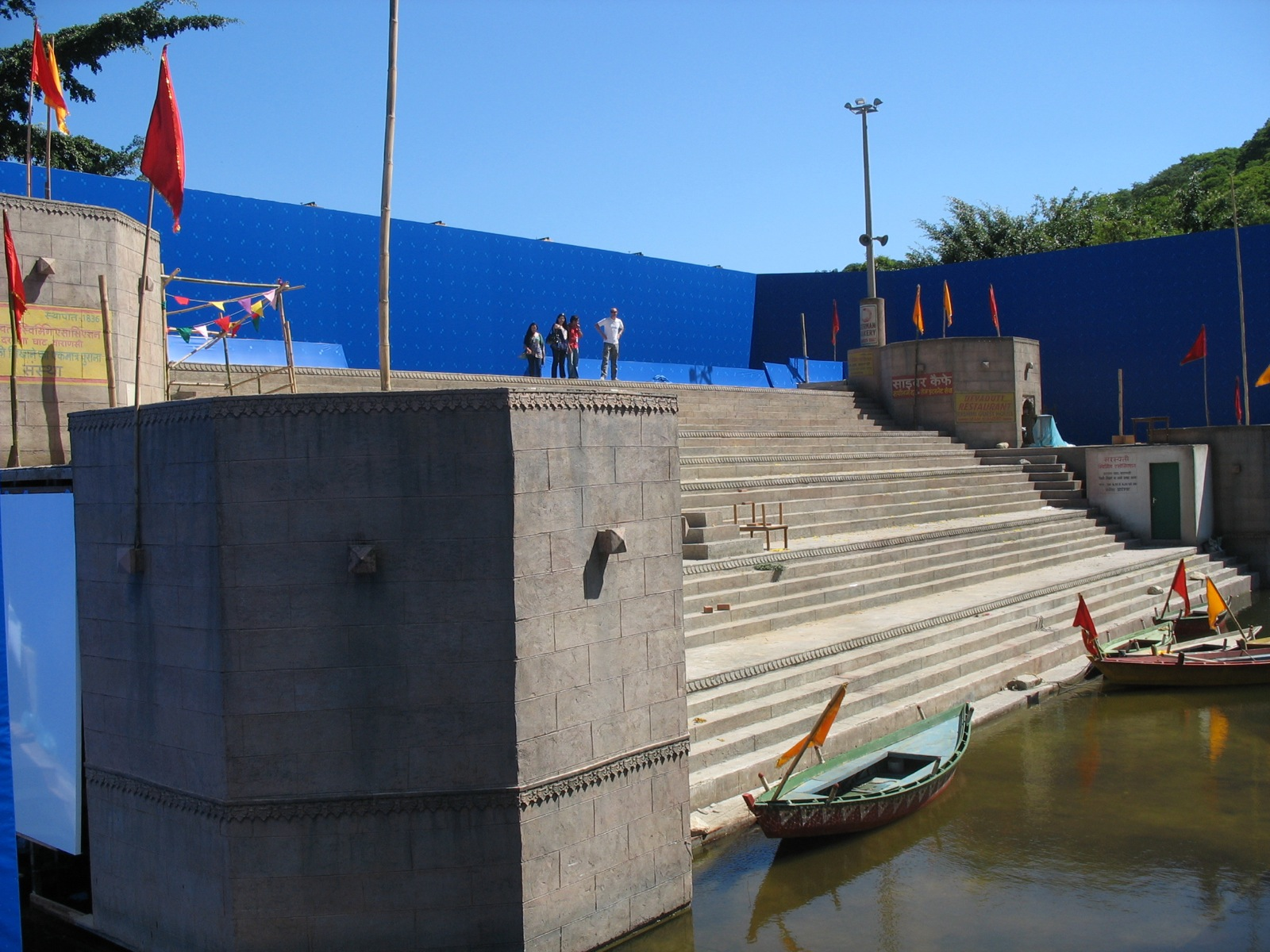
Reprodução do Rio Ganges na cidade cenográfica da novela.

### Escolha do elenco
Originalmente, Glória Perez queria Priscila Fantin como Maya, porém a atriz recusou o convite por estar passando por uma fase de depressão. Juliana Paes foi convidada na sequência e para isso precisou deixar o elenco de A Favorita, a antecessora de Caminho das Índias, tendo sua personagem assassinada na trama anterior. Letícia Sabatella foi convidada, mas a autora tinha duas opções para a atriz uma era interpretar a vilã da novela Yvone e a outra, o núcleo indíano. Mas a atriz se recusou a interpretar outra vez uma boa moça como na última novela em O Clone, e preferiu ficar com o papel de Yvone. Cláudia Jimenez foi convidada para interpretar Walkíria, porém a atriz recusou por considerar o papel muito pequeno, passando o papel para Rosane Gofman. Márcio Garcia deixou a RecordTV, onde apresentava o programa O Melhor do Brasil, sob a promessa de comandar um programa nos mesmos moldes na TV Globo, o qual nunca saiu do planejamento; a emissora escalou-o para Caminho das Índias para reforçar sua imagem como contratado da casa.
Após a rejeição do público ao casal Raj e Duda, Murilo Rosa foi escalado para interpretar o novo par romântico da esteticista, entrando na novela em 25 de maio. Thaila Ayala também entrou na trama em 9 de junho para interpretar o par romântico de Bahuan. Outro reforço foi Maitê Proença, que entrou na reta final para interpretar uma mulher que sofre um golpe da vilã Yvone (Letícia Sabatella), com suas cenas indo ao ar a partir de 25 de junho.

### Alterações no enredo e problemáticas
"[O Bahuan] Foi um erro. Desde o início, o personagem não estava bem definido. Se alguém não joga bem ou não dá certo, tem que ir para o banco e deixar outro entrar. Até eu estava torcendo pelo Raj."

— Márcio Garcia sobre Bahuan ter perdido o posto de protagonista.
Originalmente a trama seria focada no romance de Maya e Bahuan, interpretados por Juliana Paes e Márcio Garcia – ela uma moça de alta casta e ele um "dalit", ou seja, nascido à margem da sociedade e considerado impuro segundo a religião. No decorrer da história, Maya seria obrigada a se casar com Raj, interpretado por Rodrigo Lombardi, pelo casamento arranjado entre as famílias, porém ele também não seria feliz, uma vez que era apaixonado pela brasileira Duda, papel de Tânia Khallil. Em março, porém, uma pesquisa de opinião revelou que o casal principal não havia agradado o público e que o personagem de Márcio Garcia sofria altos índices de rejeição, tido como apático e de atuação duvidosa.
Em contraponto, foi constatado que o personagem de Rodrigo Lombardi era o mais popular entre o público e a crítica especializada, fazendo com que a autora mudasse toda história central para tornar Raj e Maya os protagonistas, enquanto Bahuan acabou desaparecendo sucessivamente da história. Márcio chegou a ficar dias sem gravar a novela e pediu para a autora que o personagem tivesse alguma história desenvolvida, porém o ator acabou ficando dois meses sem função na trama até que, em junho, Thaila Ayala entrou para interpretar seu par romântico. No ano seguinte à exibição da novela, Márcio revelou em entrevista que Bahuan foi um erro em sua carreira e que ele mesmo não gostava do personagem, seguindo na trama apenas pelo contrato. Para que a personagem de Tânia também não ficasse estagnada, Murilo Rosa entrou em 25 de maio para interpretar seu novo namorado.
Milena Toscano interpretava inicialmente a namorada do esquizofrênico Tarso, personagem de Bruno Gagliasso, e se tornaria a antagonista da história quando ele se envolvesse com Tônia, papel de Marjorie Estiano, porém a autora percebeu que a personagem não iria render e cortou-a logo no primeiro mês, dando prioridade à trama do rapaz em conflito com a mãe que não aceitava sua doença.

### Incidentes
Letícia Sabatella teve uma arritmia cardíaca durante as primeiras gravações em 19 de dezembro de 2008 e foi internada durante alguns dias, voltando às gravações no início de 2009, porém sem atrapalhar a sequência de cenas, uma vez que a novela ainda não tinha ido ao ar. Cleo teve uma infecção pulmonar em 11 de janeiro de 2009 e também teve que ser internada durante duas semanas. Em abril de 2009, Mara Manzan afastou-se das gravações devido a um tratamento de quimioterapia, sendo que foi explicado que sua personagem fez uma viagem para a Índia visitar parentes. Thais Garayp entrou na trama interpretando a prima de Ashima, que passa a cuidar da pastelaria durante sua viagem. Mara voltou às gravações em 28 de abril e continuou até o fim da novela, porém em uma escala de trabalho reduzida devido ao tratamento, sendo que Thais também continuou. Esta foi a última novela da atriz, que morreu em 13 de novembro de 2009, dois meses após o fim da trama.
Em abril de 2009, Gloria Perez se afastou da novela durante um período para a retirada de um linfoma na tireoide, tendo que passar a autoria temporariamente para Carlos Lombardi, Elizabeth Jhin e Leila Míccolis durante dois meses. Eva Todor também teve problemas de saúde em setembro, porém sua a atriz já havia gravado as cenas finais de sua personagem.

### Abertura
A canção utilizada na abertura da novela, "Beedi", é do cantor e compositor indiano Sukhwinder Singh. A abertura, feita por Hans Donner, mostra várias estátuas indianas com o Taj Mahal ao fundo; também mostra algumas pessoas meditando, símbolos como anéis, medalhões, castelos, deuses hindus como Ganesha e Brama, o criador do universo na religião, e várias danças. No fim, uma porta se abre para o logotipo da novela. Uma curiosidade é que toda a parte da música que é retratada na abertura, é da cantora que faz dupla com Sukhwinder Singh, Sapna Awasthi, sendo que em nenhuma parte da abertura a voz de Sukhwinder aparece.

## Recepção

### Repercussão
A novela popularizou expressões como Are Baba (“Puxa vida!”), Atchá (expressão de satisfação), Baguan Keliê (“Meu Deus!”), Firanghi (palavra pejorativa para estrangeiro, que não segue os costumes do país), Mamadi (mãe), Baldi (pai), Namastê (“o Deus que habita em mim saúda o Deus que habita em você”) A novela ganhou uma paródia no humorístico Casseta & Planeta, Urgente! chamada Com a Minha nas Índias. Gloria Perez prestou uma homenagem ao autor Gilberto Braga no capítulo em que Yvone (Letícia Sabatella) leva uma surra de Melissa (Christiane Torloni) na sala de massagem, uma cena que ficou muito parecida com a da novela Celebridade em que Maria Clara (Malu Mader) ela dá uma surra em Laura (Cláudia Abreu) no banheiro. As cenas começaram a exibidas no capítulo do dia 6 de agosto de 2009.

### Audiência
Em sua exibição original o primeiro capítulo de Caminho das Índias marcou média de 37 pontos com 39 pontos no consolidado com picos de 41 pontos e share de 61%. O capítulo mostrou a adoção de Bahuan por Shankar, o encontro de Bahuan e Maya, a primeira briga de Raul e Ramiro Cadore, a volta de Raj Ananda para a Índia e o anúncio de Opash Ananda de que ele irá se casar em breve com Maya. A audiência do primeiro capítulo foi maior do que a antecessora, A Favorita, que marcou apenas 35 pontos. Porém, foi a segunda pior média de primeiro capítulo da emissora no horário nobre, pois Duas Caras marcou 40 pontos. A menor audiência deu-se no sábado, dia 31 de janeiro. Neste dia todas as novelas da emissora sofreram uma queda significativa na audiência. Enquanto Caminho das Índias fechava  com 28 pontos, a novela das seis, Negócio da China, marcava apenas 14 pontos e Três Irmãs, a novela das sete, marcava 16 pontos. No sábado, as audiências costumam cair.
Bateu recorde de audiência no dia 24 de agosto, quando alcançou 50 pontos de média. Nesse dia foram exibidas as sequências das cenas de um casamento infantil. No penúltimo capítulo, a novela teve média de 55 pontos com picos de 59 e 78% de participação . O último capítulo também alcançou média de 55 pontos. Enquanto em São Paulo, a estreia marcou 39 pontos, sendo razoável para o horário, em Florianópolis, marcou média de 53,96 pontos, conquistando uma excelente audiência e, ainda com 79,75% de share, ou seja, de participação. Segundo dados do Ibope, 91,98% dos telespectores pertenciam às classes A, B e C e 72,63% era de pessoas acima dos 25 anos. A novela registrou uma média de 38,8 pontos na Grande São Paulo e 63% de share.
Reprise
A reestreia da telenovela conquistou 13 pontos de audiência na Grande São Paulo, o que equivale a 2 milhões e 574 mil telespectadores ou 871 mil domicílios. O último capítulo teve média de 18 pontos A reprise teve média de 14.2 pontos, inferior à sua antecessora O Rei do Gado.

### Prêmios
Emmy Internacional
- Melhor Novela - Caminho das índias

Premio Tudo De Bom - Jornal O Dia (2009)
- Melhor Ator - Bruno Gagliasso
- Musa - Letícia Sabatella

Prêmio Arte Qualidade Brasil (2009)
- Melhor Novela - Caminho das índias
- Melhor Atriz - Juliana Paes
- Melhor Ator - Rodrigo Lombardi
- Melhor Atriz coadjuvante - Dira Paes
- Melhor Ator coadjuvante - Bruno Gagliasso
- Melhor atriz revelação - Priscila Marinho
- Melhor autor - Glória Perez
- Melhor Diretor - Marcos Schechtman

Prêmio Extra de Televisão (2009)
- Melhor Novela - Caminho das índias
- Melhor Atriz - Letícia Sabatella
- Melhor Ator - Rodrigo Lombardi
- Melhor Atriz Coadjuvante - Dira Paes
- Melhor Ator Coadjuvante - Bruno Gagliasso
- Melhor Figurino
- Melhor Maquiagem
- Melhor Autora - Glória Perez

Melhores Do Ano - Domingão do Faustão (2010)
- Melhor Ator Coadjuvante -  Bruno Gagliasso
- Melhor Atriz Coadjuvante - Dira Paes

Troféu Imprensa (2010)
- Melhor Novela - Caminho das índias
- Melhor Ator - Tony Ramos

12º Prêmio Contigo
- Melhor Novela - Caminho das Índias
- Autor - Glória Perez
- Melhor Ator Coadjuvante - Bruno Gagliasso
- Melhor Atriz Coadjuvante - Dira Paes
- Melhor Ator Infantil - Cadu Paschoal

## Exibição
No site do Diretório de Comercialização da TV Globo, consta o horário da primeira semana da trama, onde a novela começa às 21h05min e tem término às 22h10min, diferentemente de sua antecessora A Favorita, que começava às 21h15min e terminava às 22h35min. Somente na quarta-feira, a trama começa às 20h50min e tem término as 21h45min devido a transmissão do Futebol 2009. Na primeira semana, logo após Caminho das Índias, houve a exibição do Big Brother Brasil 9 e em seguida, filmes da Tela Quente às segundas, Festival de Sucessos às terças, quintas e sextas, o Campeonato Brasileiro de Futebol às quartas-feiras e o Zorra Total aos sábados.

### Reprises
Foi reexibida no Vale a Pena Ver de Novo de 27 de julho de 2015 a 1° de abril de 2016, em 180 capítulos, substituindo O Rei do Gado e sendo substituída por Anjo Mau. Foi a primeira telenovela exibida no Vale a Pena Ver de Novo em alta definição (HDTV).
Foi reapresentada na íntegra no Viva de 18 de julho de 2022 a 10 de março de 2023, substituindo Páginas da Vida e sendo substituída por Senhora do Destino, na faixa das 22h50, com reprise às 13h30 e maratona aos domingos a partir das 18h. Assim como a sua reprise no Vale a Pena Ver de Novo, é a primeira telenovela a ser exibida em alta definição (HDTV) no canal.

### Outras mídias
Em 18 de abril de 2022, foi disponibilizada pelo Globoplay como parte do Projeto Originalidade, com a atualização para o formato de exibição original; com o formato de imagem restaurado em Full HD, além de aberturas, vinhetas de intervalo e encerramento originais.

### Exibição internacional
Em apenas três meses de lançamento, "Caminho das Índias" já havia sido vendida para 90 países. Depois de conquistar 100% da América Latina, a novela chegou a outros continentes como Europa, África e Ásia. Países estratégicos para a TV Globo Internacional como Estados Unidos e Rússia também adquiriram os direitos de transmissão da história de Glória Perez que foi vencedora do Emmy Internacional 2009 na categoria melhor telenovela. Além disso, será feita uma regravação da novela no México. Com título diferente do original, a refilmagem deverá se chamar “Índia” e será exibida pela emissora TV Azteca, a segunda maior emissora de televisão do país.
| Exibição pelo mundo | Exibição pelo mundo | Exibição pelo mundo                                  | Exibição pelo mundo   | Exibição pelo mundo        | Exibição pelo mundo                                                                          |
| País                | Emissora            | Título                                               | Idioma                | Horário                    | Data de estreia                                                                              |
| ------------------- | ------------------- | ---------------------------------------------------- | --------------------- | -------------------------- | -------------------------------------------------------------------------------------------- |
| Brasil              | TV Globo            | Caminho das Índias                                   | Em português          | 21:00                      | 19 de janeiro de 2009 - 12 de setembro de 2009                                               |
| Brasil              | Viva                | Caminho das Índias                                   | Em português          | 23:00/13:30                | 18 de julho de 2022 - 10 de março de 2023                                                    |
| Bulgária            | БНТ 1 Diema Family  | Индия - любовна история                              | Dublado em búlgaro    | 20:45/18:45 16:00          | 1 de dezembro de 2010 - 30 de setembro de 2011 22 de novembro de 2014 - 23 de agosto de 2015 |
| Argentina           | Telefe              | India, una historia de amor                          | Dublado em espanhol   | 08:30 (sábados e domingos) | 1 de março de 2010 (finalizada)                                                              |
| Cabo Verde          | TCV                 | Caminho das Índias                                   | Em português          | 21:00                      | 27 de setembro de 2010 (finalizada)                                                          |
| Chile               | Canal 13            | India, una historia de amor                          | Dublado em espanhol   | 14:30 15:30 (reprise)      | 14 de março de 2010 (finalizada)11 de maio de 2016 (reprise)                                 |
| Costa Rica          | Teletica            | India, una historia de amor                          | Dublado em espanhol   | 13:30                      | 1 de março de 2010 (finalizada)                                                              |
| Ecuador             | Ecuavisa            | Camino de Indias                                     | Dublado em espanhol   | 20:45/22:45                | 16 de março de 2010 (finalizada)                                                             |
| Estados Unidos      | Telefutura          | India – A Love Story                                 | Dublado em espanhol   | 22:00                      | 4 de outubro de 2010 (finalizada)                                                            |
| Geórgia             | Rustavi 2           | იქ, სადაც უყვართ ik, sadats uqvart                   | Dublado em georgiano  | 19:50                      | 5 de maio de 2010 (finalizada)                                                               |
| Israel              | ViVa                | הדרך להודו Haderekh Lehodu                           | Legendado em hebraico | 19:05                      | Setembro de 2010 (finalizada)                                                                |
| Macedônia do Norte  | Sitel TV            | Индија, Љубовна приказна Indija, Ljubovna prikazna   | Legendado             | 21:30                      | 5 de setembro de 2010 (finalizada)                                                           |
| Montenegro          | TV Vijesti          | Indija, Ljubavna priča                               | Legendado             | 21:30                      | 29 de março de 2010 (finalizada)                                                             |
| Moçambique          | STV - Soico         | Caminho das Índias                                   | Em português          | 21:00                      | 19 de abril de 2010 (finalizada)                                                             |
| Mundo árabe         | MBC4                | جسور الهوى: حب في الهند Jussur El Hawa: Hob fil Hind | Dublado em árabe      | 20:00                      | 18 de janeiro de 2011 (finalizada)                                                           |
| Nicarágua           | Televicentro        | India, una historia de amor                          | Dublado em espanhol   | 20:00 (sábados e domingos) | julho de 2010 (finalizada)                                                                   |
| Paraguai            | SNT                 | India, una historia de amor                          | Dublado em espanhol   | 21:00                      | 2012                                                                                         |
| Peru                | ATV                 | India, una historia de amor                          | Dublado em espanhol   | 22:00                      | 20 de maio de 2013                                                                           |
| Polónia             | Zone romantica      | Droga do Indii                                       | Dublado em polonês    | 21:00                      | Junho de 2010 (finalizada)                                                                   |
| Portugal            | SIC                 | Caminho das Índias                                   | Em português          | 23:00                      | 16 de fevereiro de 2009 - 9 de outubro de 2009                                               |
| Porto Rico          | WAPA TV             | India, una historia de amor                          | Dublado em espanhol   | 14:00                      | 23 de março de 2010 (finalizada)                                                             |
| Roménia             | Acasa Tv            | India                                                | Legendada             | 21:30 23:30                | 11 de janeiro de 2010 (finalizada)                                                           |
| Rússia              | Domashny            | Дороги Индии Dorogi Indi                             | Dublado em russo      | 18:30                      | outubro de 2010 (finalizada)                                                                 |
| Sérvia              | B92                 | Indija, Ljubavna priča                               | Legendado             | 12:00 00:45                | 30 de março de 2010 (finalizada)                                                             |
| Turquia             | FOX                 | Bir Aşk Hikayesi                                     | Dublado em turco      | 18:00                      | 28 de junho de 2012                                                                          |
| Uruguai             | Teledoce            | India, una historia de amor                          | Dublado em espanhol   | 19:00                      | 26 de dezembro de 2010 (finalizada)                                                          |
| Peru                | ATV                 | India, una historia de amor                          | Dublado em espanhol   | 22:00                      | 22 de maio de 2013                                                                           |
| Paquistão           | Plus Max            | India – A Love Story                                 |                       |                            | A ser lançada                                                                                |
| Indonésia           | Kompas TV           | India – A Love Story                                 |                       |                            | A ser lançada                                                                                |
| Portugal            | Globo Premium       | Caminho das Índias                                   | Em português          | 22:00                      | 4 de agosto de 2014 - 1 de março de 2015 22 de março de 2021 - presente (VPVN)               |

## Música

### Nacional
Capa: Juliana Paes
1. Beedi - Sukhwinder Singh & Sapna Awasthi
2. Eu Nasci Há Dez Mil Anos Atrás - Nando Reis
3. Pára-Raio - Skank
4. Uma Prova De Amor - Zeca Pagodinho
5. Vamos Fugir - Gilberto Gil (Tema de Tonia e Tarso)
6. Ela Disse - Marcelo D2
7. Memórias - Pitty (Tema de Inês)
8. Martelo Bigorna - Lenine (Tema de Yvonne)
9. Nada Por Mim - Paula Toller (Tema de Camila e Ravi)
10. Alma - Zélia Duncan
11. Sob Medida - Isabella Taviani
12. Lembra de Mim - Emílio Santiago (Tema de Silvia)
13. Amor, Meu Grande Amor - Ângela Rô Rô
14. Não se esqueça de mim - Nana Caymmi e Erasmo Carlos - "" (Tema de Maya e Bahuan)
15. Feliz - Gonzaguinha
16. O Vento Vai Responder - Zé Ramalho
17. Dois para lá, dois para cá - Elis Regina
18. Até Quem Sabe - Nara Leão
19. Sufoco da Vida - Harmonia Enlouquece[73]
20. Você Não Vale Nada - Calcinha Preta (Tema de Norminha)[74]

### Indiano
Capa: Ganesha
1. Beedi - Sukhwinder Singh / Sunidhi Chauhan
2. Kajra Re - Alisha Chinai, Shankar Mahadevan & Javed Ali
3. Nagada Nagada - Sonu Nigam / Javed Ali
4. Sajna Ve Sajna - Sunidhi Chauhan
5. Main Vari Vari - Kavita Krishnamurti
6. Mast Kalandar - Sunidhi Chauhan
7. Chori Chori Gori Se - Abhijeet / Udit Narayan
8. Salaam-E-Ishq - Sonu Nigam / Shreya Ghoshal
9. Salaam - Alka Yagnik
10. Azeem o Shaan Shahensh - Mohamed Aslam
11. Bangra Jaya - Alexandre de Faria

### Instrumental
Capa: Logotipo da novela
1. "As portas do Taj Mahal"
2. "Tema de Maya e Bahuan"
3. "Quase um Intocável"
4. "Caminho das Índias"
5. "Nos passos de Shankar"
6. "Meu Salaam"
7. "Meditação e Karma"
8. "Re Tchori"
9. "Habanera para Tarso"
10. "Maxixe Chorado"
11. "Uma Canção sem Palavras"
12. "Tango da Ausência"
13. "Berceuse pour un Nuit"
14. "Toda Levada"

### Internacional
Capa: Juliana Paes, Marcio Garcia e Rodrigo Lombardi
1. Halo - Beyoncé (Tema de Yvonne)
2. Thinking of You - Katy Perry (Tema de Shivani e Bahuan)
3. Público - Orishas
4. Never Gonna Be Alone - Nickelback (Tema de Tarso e Tonia)
5. Tip of my tongue - Something Sally feat. Joss Stone (Tema de Aída e Dario)
6. Small talk - Ovi (Tema de Chanti)
7. To love you all over again - Madeleine Peyroux (Tema de Nanda e Eric)
8. Sober - P!nk
9. Use Somebody - Kings Of Leon
10. Lies - McFly (Tema de Zeca)
11. Madly - Tristan Prettyman (Tema de Lucas e Duda)
12. When and if - Ari Hest (Tema de Sílvia e Murilo)
13. Lay, lady, lay - Dan Torres (Tema de Castanho e Suellen)
14. I'm in the Mood for Love - Daniel Boaventura (Tema de Maya e Raj)
15. All the way - Ronaldo Canto e Mello (Tema de Ravi e Camila)
16. Smoke gets in your eyes - Oséas (Tema de Shankar e Laksmi)

### Lapa
Capa: Juliana Alves
1. Eu vou para Lapa - Alcione
2. Malandro é malandro mané é mané - Diogo Nogueira
3. Só faltou você lado A lado B - Leandro Sapucahy
4. Vaso ruim - Casuarina
5. Tristeza pé no chão - Teresa Cristina & Grupo Semente
6. Amor de verdade - Beth Carvalho
7. Errei (ao vivo) - Sururu na roda
8. Pretinha, joia rara - Moyseis Marques
9. Chatos em desfile - Jota Canalha
10. Pimenta e sal - Gabriel, o Pensador
11. Puro êxtase - Barão Vermelho
12. Anjo da madrugada - MC Babi
13. Lourinha bombril (Parate y mira) - Bangalafumenga
14. Vou ficar legal - Quatro Fatos
15. Põe a música aê (Hey DJ) - Alex Guedes
16. Uma raiz, uma flor - Fino Coletivo
17. Mezcla - Riosalsa